# Trähästen
Trähästen (engelska: The Wooden Horse) är en brittisk krigsfilm från 1950 i regi av Jack Lee.
Filmen bygger på Eric Williams roman med samma namn.

## Handling
Tre brittiska krigsfångar rymmer från ett tyskt fångläger under andra världskriget.

## Rollista i urval
- Leo Genn - Peter Howard
- David Tomlinson - Phil Roe
- Anthony Steel - John Clinton
- David Greene - Nick Bennett
- Peter Burton - Nigel
- Michael Goodliffe - Robbie
- Bryan Forbes - Paul
- Jacques Brunius - André
- Lis Løwert - Kamma
- Dan Cunningham - David